# Turritella willetti
Turritella willetti är en snäckart som beskrevs av J. H. McLean 1970. Turritella willetti ingår i släktet Turritella och familjen tornsnäckor. Inga underarter finns listade i Catalogue of Life.